# Dmitri Malysjko
Dmitri Vladimirovitsj Malysjko (Russisch: Дмитрий Владимирович Малышко) (Sosnovy Bor, 19 maart 1987) is een Russische biatleet.

## Carrière
Bij zijn wereldbekerdebuut, in december 2011 in Hochfilzen, eindigde Malysjko op de tiende plaats. In februari 2012 stond hij in Kontiolahti voor de eerste maal in zijn carrière op het podium van een wereldbekerwedstrijd. Op de wereldkampioenschappen biatlon 2012 in Ruhpolding eindigde de Rus als vijfendertigste op de 20 kilometer individueel. Daarnaast eindigde hij samen met Anton Sjipoelin, Andrej Makovejev en Jevgeni Garanitsjev als zesde op de estafette, op de gemengde estafette eindigde hij samen met Olga Viloechina, Olga Zajtseva en Anton Sjipoelin op de vijfde plaats.
Op 5 januari 2013 boekte Malysjko in Oberhof zijn eerste wereldbekerzege. In 2014 won hij olympisch goud in eigen land met de Russische estafetteploeg.

## Resultaten

### Wereldkampioenschappen
| Jaar | Plaats     | Resultaten                                                        |
| ---- | ---------- | ----------------------------------------------------------------- |
| 2012 | Ruhpolding | 35e 20 km individueel 6e 4x7,5 km estafette 5e Gemengde estafette |

### Wereldbeker
Eindklasseringen
| Seizoen   | Algemeen | Individueel | Sprint | Achtervolging | Massastart |
| --------- | -------- | ----------- | ------ | ------------- | ---------- |
| 2011/2012 | 19e      | 58e         | 20e    | 15e           | 7e         |
| 2012/2013 | 8e       | 8e          | 5e     | 21e           | 14e        |
| 2013/2014 | 11e      | 10e         | 19e    | 13e           | 15e        |
| 2014/2015 | 31e      | 64e         | 27e    | 36e           | 20e        |

Wereldbekerzeges
| Nr.         | Datum            | Plaats                  | Onderdeel             |
| Individueel | Individueel      | Individueel             | Individueel           |
| ----------- | ---------------- | ----------------------- | --------------------- |
| 1.          | 5 januari 2013   | Oberhof                 | 10 km sprint          |
| 2.          | 6 januari 2013   | Oberhof                 | 12,5 km achtervolging |
| Estafettes  |                  |                         |                       |
| 1.          | 4 januari 2013   | Oberhof                 | 4x7,5 km estafette    |
| 2.          | 13 december 2013 | Annecy Le Grand-Bornand | 4x7,5 km estafette    |
| 3.          | 8 januari 2015   | Oberhof                 | 4x7,5 km estafette    |
| 4.          | 15 februari 2015 | Oslo                    | 4x7,5 km estafette    |
| 5.          | 13 december 2015 | Hochfilzen              | 4x7,5 km estafette    |
| 6.          | 24 januari 2016  | Antholz                 | 4x7,5 km estafette    |